# دارکوب گلورگه‌ای
دارکوب گلورگه‌ای (نام علمی: Picus xanthopygaeus) گونه‌ای دارکوب است که در شبه‌قاره هند یافت می‌شود. این گونه در جنگل‌های خشک‌تر، از دشت تا دامنه کوه‌ها یافت می‌شود.